# Ottavio Ziino
Ottavio Ziino (Palermo, 11 novembre 1909 – Roma, 1º febbraio 1995) è stato un direttore d'orchestra e compositore italiano.

## Biografia
Allievo di Antonio Savasta, nel 1931 si diplomò al Conservatorio di Palermo: fu poi a Roma, all'Accademia Santa Cecilia, per seguire i corsi tenuti da Bernardino Molinari e da Ildebrando Pizzetti.
Iniziò la sua carriera di direttore d'orchestra al Giardino Bellini di Catania il 29 agosto 1942 con Turandot con un giovane Mario Del Monaco e Giovanni Inghilleri, in settembre al Teatro La Fenice di Venezia con la prima assoluta del Concertino in stile classico per pianoforte e orchestra da camera di Dinu Lipatti con Guido Agosti e in dicembre al Teatro Regio di Parma la prima assoluta di Antigone di Lino Liviabella con Giovanni Voyer.
Al Teatro dell'Opera di Roma nel 1944 dirige Lucia di Lammermoor con Ferruccio Tagliavini, Paolo Silveri e Giulio Neri e nel 1945 Madama Butterfly.
Dirigerà poi Teatro Massimo di Palermo, nel 1947: in seguito divenne direttore del Teatro Sperimentale di Spoleto e primo direttore artistico dell'Orchestra Sinfonica Siciliana, con la quale organizzò dal 1959 le Giornate di musica contemporanea.
Nel 1948 al Teatro San Carlo di Napoli dirige Fra Gherardo con Rolando Panerai e alle Terme di Caracalla La traviata con Galliano Masini ed Enzo Mascherini.
Nel 1949 a Napoli dirige Galatea di Antonio Savasta e a Caracalla Tosca (opera) con Maria Caniglia, Tagliavini e Silveri.
Nel 1950 a Roma dirige Zazà (opera) con Mafalda Favero, Agnese Dubbini, Antonio Annaloro ed Afro Poli.
Nel 1963 dirige a Recanati le opere liriche in un atto del compositore Carlo Piero Giorgi dal titolo: Il valico libretto Antonio Conti e Villon libretto di Annibale Ninchi, vincitrici del Premio Beniamino Gigli per opere liriche inedite. Opere replicate al teatro comunale di Teramo.
Ha lasciato, fra le altre cose, 5 sinfonie e 4 concerti. Era padre del musicologo Agostino Ziino.

## Opere
- Adagio per archi, pianoforte e organo / Ottavio Ziino
- Sinfonia in 4 tempi / Ottavio Ziino /Roma: De Santis, [s. d.]
- Seconda sinfonia : (Sinfonia Melbourne) / Ottavio Ziino, 1955
- Melos per Faja : per solo flauto / Ottavio Ziino /Milano: Curci, 1969
- Tre liriche per orchestra / Ottavio Ziino; versi di Salvatore Quasimodo /Milano: Curci, c1977
- Concerto per archi / Ottavio Ziino /Roma: Edipan, c1987
- Tema e variazioni : per pianoforte / Ottavio Ziino /Roma: Edipan, c1989
- Arioso e burlesca : per violino e pianoforte / Ottavio Ziino /Milano: Curci, 1990

## Direzioni significative
- Malìa di Francesco Paolo Frontini al teatro Massimo Bellini di Catania / 1957
- Piccolo Marat di Mascagni
- Maria Egiziaca di Respighi
- Sakùntala di Alfano